# Гай Атилий Регул (консул 257 пр.н.е.)
Вижте пояснителната страница за други личности с името Гай Атилий Регул.
Гай Атилий Регул (на латински: Gaius Atilius Regulus Serranus) e политик на Римската република през 3 век пр.н.е.
Произлиза от фамилията Атилии и дядо му, баща му и по-старият му брат са били консули.
През 257 пр.н.е. Регул е избран за консул с Гней Корнелий Блазион по времето на първата пуническа война. Регул е командир на флотата и се бие успешно против картагенците на Липарските острови; удържа голяма морска победа при Тиндарида (дн. гр. Тиндари, Сицилия) и получава триумф.

През 250 пр.н.е. той е отново консул. Негов колега е Луций Манлий Вулзон Лонг. Te обсаждат Лилибаеум в Сицилия. 
Неговият син Гай Атилий Серан, е претор 218 пр.н.е. и кандидат за консул 216 пр.н.е.